# Regina Mañe Ela
Regina Mañe Ela (geb. 8. Dezember 1954 in Bata, Äquatorialguinea; gest. 24. Februar 2015 in Spanien) war eine Politikerin in Äquatorialguinea und Kämpferin der Opposition.

## Biographie
Ela wurde am 8. Dezember 1954 in Bata geboren. Sie war Lehrerin an einer Grundschule und, ab 1970, am Institut national de l’enseignement secondaire. Von dieser Stelle wurde sie 1994 wegen ihrer Mitgliedschaft in der Partido del Progreso de Guinea Ecuatorial entlassen.
Sie arbeitete daraufhin als Sekretärin für die Action sociale für das Conseil Géographique Rio Miuni und wurde am 17. September 1995 für die Partido del Progreso als Bürgermeisterin für Bata gewählt. Die regierende Partido Democrático de Guinea Ecuatorial focht die Wahlergebnisse jedoch an und beanspruchte den Wahlsieg. Präsident Teodoro Obiang übertrug einem seiner Unterstützer das Amt des Bürgermeisters.
Ela floh 1997 und beantragte Asyl in Spanien; über 15 Jahre lebte sie in Valencia. 2003 wurde sie in der Exilregierung von Severo Moto Nsá zur Ministerin für Bildung und Kultur ernannt. Die Regierung wurde durch die Parti populaire, die Acción Popular de Guinea Ecuatorial und die Parti de la liberté in Madrid ausgerufen. Sie war das einzige weibliche Kabinettsmitglied und galt in der Parti populaire als „Madre“ (Mutter).
Auch der Sohn von Ela hatte in Spanien Asyl beantragt. Nach einer anfänglichen Ablehnung war es ihm möglich beim Tribunal Supremo (TS) einen Widerruf der Entscheidung herbeizuführen.
Ela wurde in Äquatorialguinea in Abwesenheit durch ein Gericht verurteilt. Sie wurde zu 20 Jahren Gefängnis wegen Hochverrats, 15 Jahren wegen Verschwörung gegen das Staatsoberhaupt und 15 Jahren wegen Verschwörung gegen die Regierung verurteilt. Ela bestritt Kenntnis von einem angeblich in Spanien geplanten Putsch in Äquatorialguinea und von für den Putsch bestimmten Waffen, die von der spanischen Regierung im Hafen von Sagunt beschlagnahmt wurden. Sie starb am 24. Februar 2015 an Krebs.